# Xã Barkley, Quận Jasper, Indiana
Xã Barkley (tiếng Anh: Barkley Township) là một xã thuộc quận Jasper, tiểu bang Indiana, Hoa Kỳ. Năm 2010, dân số của xã này là 900 người.